# Giuliettia

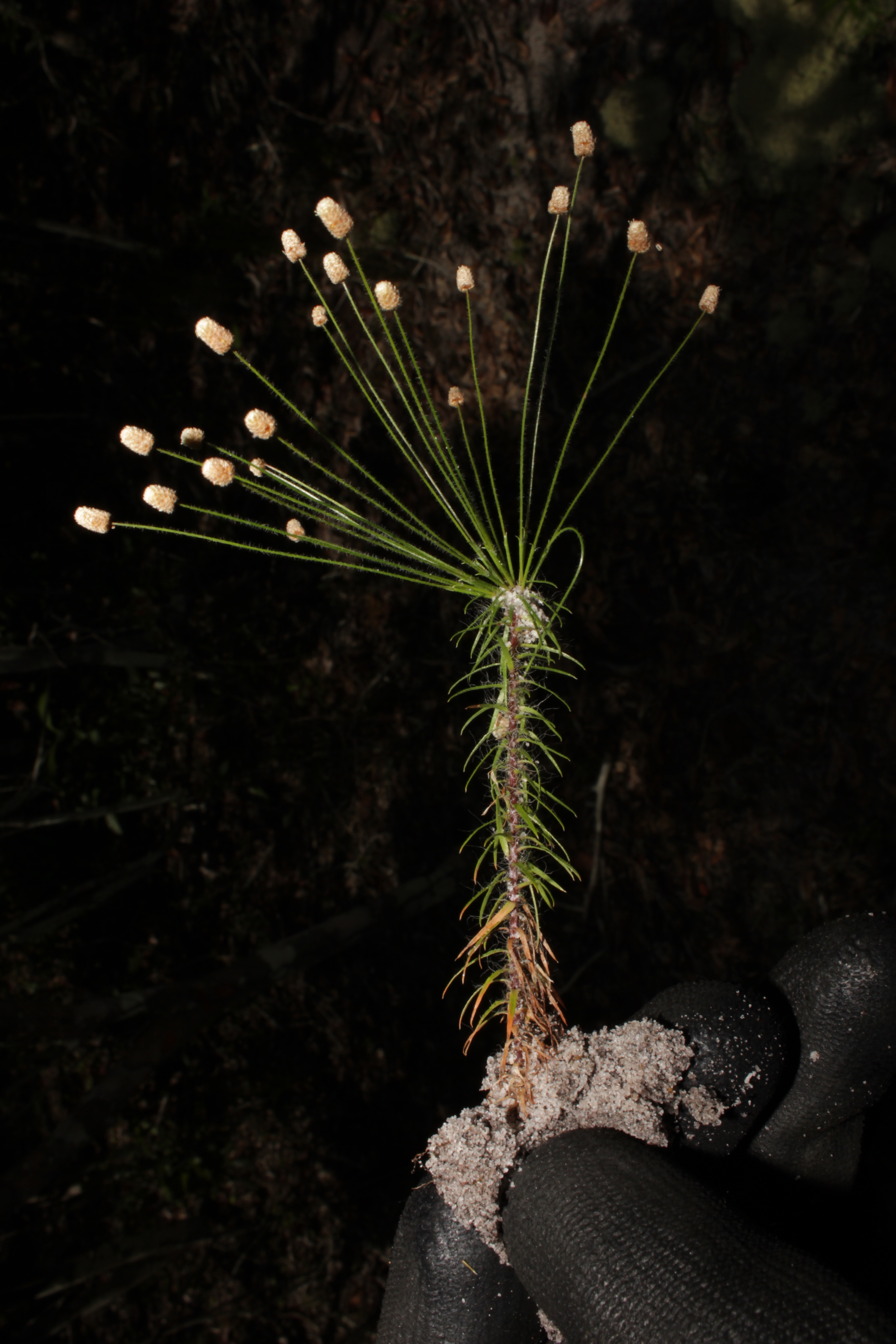
Giuliettia fasciculata

Giuliettia é um género botânico pertencente à família Eriocaulaceae. 
O nome Giuliettia homenageia Dra. Ana Maria Giulietti Harley, que iniciou sua carreira estudando Eriocaulaceae, aconselhando e orientando quatro gerações de especialistas da família e de dezenas de botânicos no Brasil.